# Johann Georg Albrechtsberger
Pour les articles homonymes, voir Albrechtsberger.
Johann Georg Albrechtsberger (né le 3 février 1736 à Klosterneuburg, mort le 7 mars 1809 à Vienne) est un musicien et un compositeur autrichien.

## Biographie
Organiste à la cour impériale et maître de chapelle de la cathédrale Saint-Étienne de Vienne, il fut l'ami de Haydn et Mozart, et le maître de Beethoven en 1794-1795. Ce dernier ne fut d'ailleurs pas son seul élève, quantité d'autres jeunes musiciens cherchant à enrichir leurs connaissances des techniques de composition. Johann a composé beaucoup de musique religieuse — 26 messes, oratorios, motets, et un Te Deum — ainsi que des préludes et fugues pour orgue, de la musique de chambre et des ouvrages théoriques. Il laisse un catalogue de 750 œuvres musicales.
En 1790, il publie à Leipzig un traité de composition dont la troisième édition parait en 1821. Une compilation de ses écrits sur l'harmonie en trois volumes est éditée par les soins de son élève Ignaz von Seyfried (1776-1841) en 1826. Il en est tiré une traduction en anglais par Novello en 1855. Son style de composition est inspiré par le contrepoint tel que décrit dans son Gradus ad Parnassum par Johann Joseph Fux, l'un de ses lointains prédécesseurs en tant que maître de chapelle de la cathédrale Sankt Stephan (Saint-Étienne) à Vienne.
Johann Albrechtsberger exerça une réelle influence sur l'évolution du classicisme. Ses traités sur la composition et sur la basse figurée lui valurent une reconnaissance internationale. Ses livres traitent de thèmes, tels que les intervalles, les notes ayant une bonne sonorité ensemble, ou au contraire, les dissonances, la façon dont les voix du contrepoint devraient interagir, etc. Le tout présentait une rédaction dans un langage compréhensible et pratique. Ainsi, comme le dit le livre Classica, un recueil de biographie de compositeurs :
« C'est ainsi qu'alors que sa propre musique n'était nullement progressiste, ses travaux constituèrent une contribution sérieuse à la diversité de la musique de la période classique. »

## Anecdote
Il a composé de nombreux concertos pour guimbarde après avoir rencontré un musicien particulièrement doué pour cet instrument[réf. souhaitée].